# Henry Manners, 8.º Duque de Rutland
Henry John Brinsley Manners, 8.º Duque de Rutland (16 de abril de 1852 - 8 de maio de 1925), foi Marquês de Granby entre 1888 e 1906 e foi um 
nobre britânico e político conservador.

## Infância e educação
Rutland nasceu em Upper Brook Street, Grosvenor Square, Mayfair, o único filho sobrevivente do sétimo Duque de Rutland com a sua primeira mulher, Catherine Marley, filha do Coronel George Marley de Belvedere House, Westmeath County, Irlanda. Pouco antes do segundo aniversário de Rutland, a sua mãe morreu aos 23 anos devido a complicações no parto, semanas depois de ter dado à luz uma filha, Edith Katharine Mary, que viveu apenas 12 dias.
Em 1862, o seu pai voltou a casar com Janetta Hughan. Tinha quatro meios-irmãos do segundo casamento do seu pai, incluindo Edward Manners e Cecil Manners. Ganhou o título de cortesia de Marquês de Granby em 1888, quando o seu pai sucedeu ao seu irmão mais velho no ducado.
Foi educado em Eton e no Trinity College, em Cambridge.

## Carreira
De 1885 a 1888, Rutland foi o principal secretário particular do Primeiro-Ministro Marquês de Salisbury.
Em 1888, quando o seu pai herdou o ducado e assumiu o seu lugar na Câmara dos Lordes, Rutland sucedeu-lhe como Membro do Parlamento por Melton, lugar que ocupou até 1895. Em 1896, foi convocado para a Câmara dos Lordes através de um mandado de aceleração no título subsidiário do seu pai, o Barão Manners de Haddon.
Em 1906, sucedeu ao seu pai como oitavo duque de Rutland e manteve este título por dezanove anos, até à sua morte em 1925.
Foi nomeado Coronel Honorário do 1º Batalhão de Voluntários do Regimento de Leicestershire em 1897. Serviu como Lorde Tenente de Leicestershire desde novembro de 1900 até à sua morte em 1925, tendo sido também presidente da Academia Britânica de Artes do Norte na sua inauguração e durante muitos anos. Em 1918 foi feito Cavaleiro Companheiro da Jarreteira.

## Casamento e descendência
Rutland casou com Violet, filha do Coronel Charles Lindsay, a 25 de novembro de 1882. Tiveram cinco filhos embora os dois mais novos tenham sido provavelmente gerados por outros homens: 
- Victoria Marjorie Harriet Manners (1883–1946), casou com Charles Paget, 6.º Marquês de Anglesey e teve descendência.
- Robert Charles John Manners, Lord Haddon (8 de agosto de 1885 – 28 de setembro de 1894), morreu jovem após cirurgia de obstrução intestinal.[13]
- John Henry Montagu Manners, 9.º Duque de Rutland (1886–1940), casou com Kathleen Tennant e teve descendência.
- Violet Catherine Manners (1888–1971), supostamente filha de Montagu Corry, 1º Barão Rowton. Casou em primeiras núpcias com Hugo Charteris, Lorde Elcho, filho de Hugo Charteris, 11º Conde de Wemyss e teve os filhos, David Charteris, 12º Conde de Wemyss. Casou em segundo lugar com Guy Benson.
- Diana Olivia Winifred Maud Manners (1892–1986), fruto do caso da mãe com Harry Cust.[14] Casou com Duff Cooper, mais tarde 1º Visconde de Norwich, e teve um filho.

Rutland morreu em maio de 1925, aos 73 anos, e foi sucedido no ducado pelo seu segundo e único filho sobrevivente, John. A duquesa de Rutland morreu em dezembro de 1937, aos 81 anos.